# Boscia fadeniorum
Boscia fadeniorum är en kaprisväxtart som beskrevs av S. Fici. Boscia fadeniorum ingår i släktet Boscia och familjen kaprisväxter. Inga underarter finns listade i Catalogue of Life.